# Rafael Amador
Rafael Amador (Tlaxcala, 16 de fevereiro de 1959 – 31 de julho de 2018) foi um futebolista mexicano que atuou como lateral.
Defendeu em sua carreira apenas o Pumas e o Puebla. Pela Seleção Mexicana competiu na Copa do Mundo FIFA de 1986.